# Samuel (bibelsk person)
 For alternative betydninger, se Samuel. (Se også artikler, som begynder med Samuel)
Samuel var den sidste regerende dommer i det gamle Israel, og som sådan optræder han i Første Samuelsbog i det Gamle Testamente i Bibelen. Samuel salvede kong Saul, den første konge i Israel, og senere ligeledes kong David.